# Lasianthus trichophlebus
Lasianthus trichophlebus är en måreväxtart som beskrevs av William Botting Hemsley och Francis Blackwell Forbes. Lasianthus trichophlebus ingår i släktet Lasianthus och familjen måreväxter.

## Underarter
Arten delas in i följande underarter:
- L. t. latifolius
- L. t. trichophlebus